# Centro di controllo missione Christopher C. Kraft Jr.

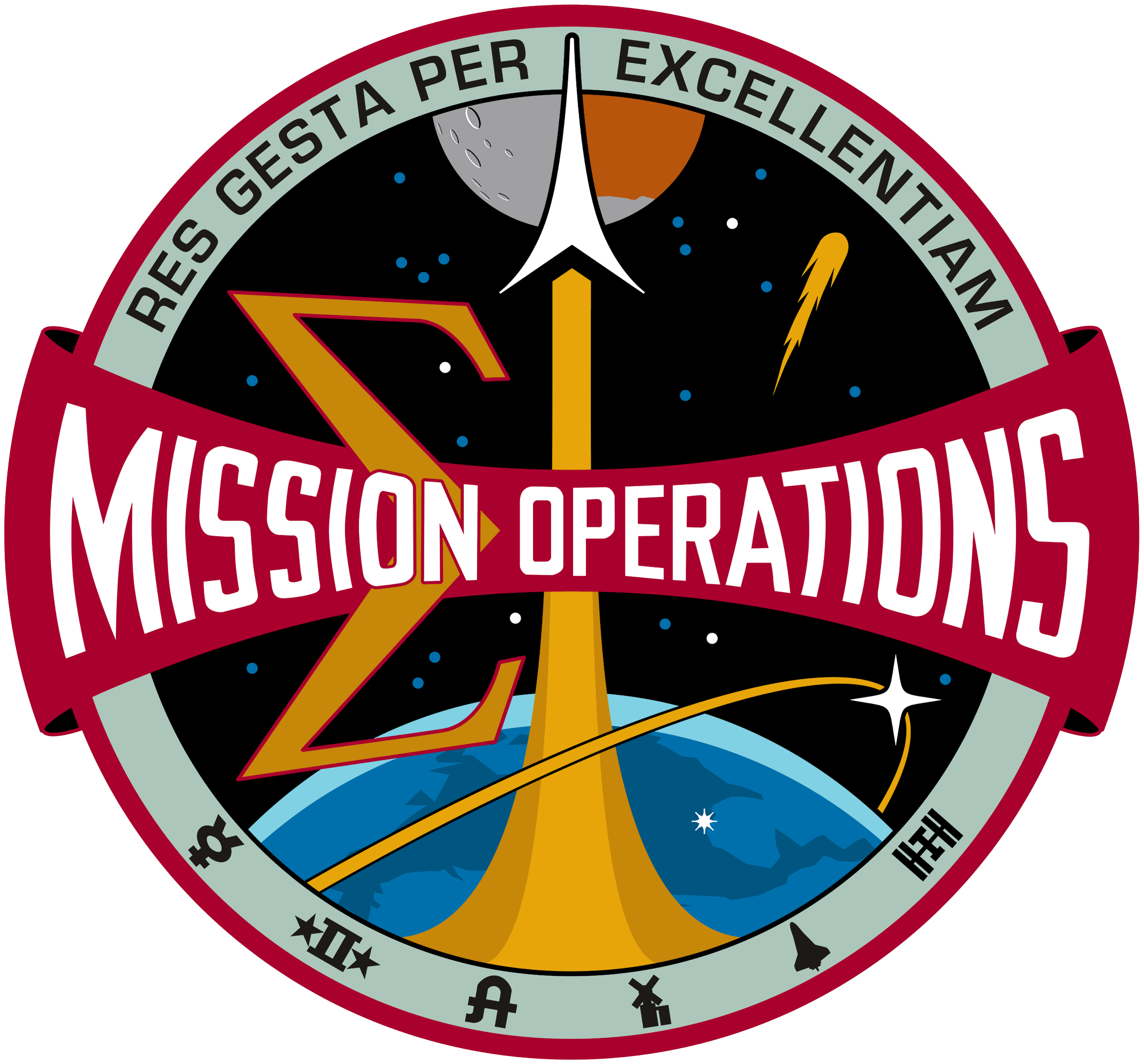
Lo stemma del Flight Operations Directorate (FOD)

Il Centro di controllo missione Christopher C. Kraft Jr. della NASA (MCC-H, in inglese Christopher C. Kraft Jr. Mission Control Center; inizialmente chiamato Integrated Mission Control Center, o IMCC), noto anche con il suo indicativo di chiamata radio, Houston, è l'edificio al Lyndon B. Johnson Space Center (JSC) a Houston, Texas che gestisce il centro di controllo missione per il programma spaziale umano americano, che attualmente coinvolge gli astronauti a bordo della Stazione spaziale internazionale (ISS).
Il Centro si trova nell'Edificio 30 del Johnson Space Center che prende il nome da Christopher C. Kraft Jr., un ingegnere e manager della NASA che è stato determinante nello stabilire le operazioni del Controllo Missione dell'Agenzia, ed è stato il primo Direttore di volo.

Il MCC ospita attualmente diverse sale di controllo operative nell'Edificio 30 da cui i controllori di volo comandano, monitorano e pianificano le operazioni per la ISS. Queste stanze dispongono di molti computer e risorse di elaborazione dati per monitorare, comandare e comunicare con la stazione. La sala di controllo dell'ISS funziona in modo continuo 24/7/365. Una seconda sala di controllo nello stesso edificio, che in precedenza ospitava il Centro di controllo missione dello Shuttle, può essere allestita per le operazioni dell'ISS in caso di necessità (ad esempio, durante le riparazioni o gli aggiornamenti hardware nella sala principale), e ospita anche simulazioni di addestramento.
Nel caso in cui l'MCC-H non sia disponibile a causa di un uragano o di altri eventi imprevisti, la NASA ha la possibilità di trasferirsi rapidamente in un Backup Control Center (BCC) temporaneo in un hotel a Round Rock, Texas, a circa quattro ore di distanza, o in uno più robusto ma più lontano presso il Huntsville Operations Support Center (HOSC) al Marshall Space Flight Center per le operazioni dell'ISS. I satelliti civili statunitensi sono controllati dal Goddard Space Flight Center nel Maryland, mentre il Jet Propulsion Laboratory in California gestisce le sonde spaziali robotiche degli Stati Uniti. Nel 2008 per l'Uragano Ike, la NASA ha attivato entrambi i Backup Control Center per compiti specifici.

## Cape Canaveral (1960 – 1965)

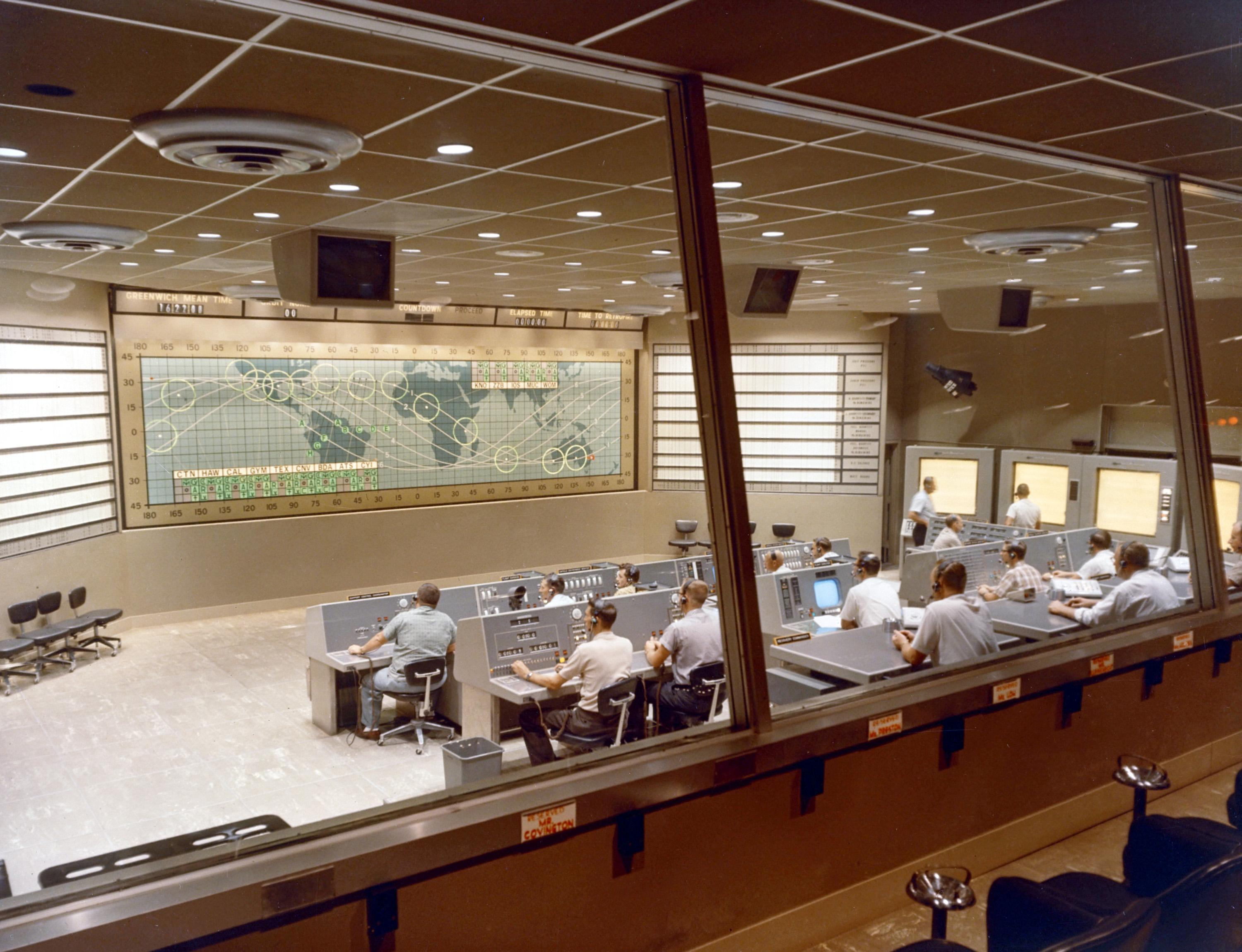
Il Centro di controllo Mercury a Cape Canaveral durante una simulazione di Mercury-Atlas 8 nel 1962

Le missioni del Programma Mercury (Mercury-Redstone e Mercury-Atlas), Gemini 1, Gemini 2 e Gemini 3 vennero controllate dal Mission Control Center (chiamato Mercury Control Center fino al 1963) presso il Cape Canaveral Missile Test Annex, Florida. Questa struttura era situata nell'Engineering Support Building all'estremità orientale della Mission Control Road, circa un chilometro a est di Phillips Parkway. I lanci di Mercury e Gemini vennero condotti da Cape Canaveral.
L'edificio, incluso nei National Register of Historic Places, venne demolito nel maggio 2010 a causa delle problematiche sull'amianto e il costo stimato di 5 milioni di dollari delle riparazioni dopo 40 anni di esposizione all'aria salata. Alla fine degli anni '90 le postazioni della sala di controllo vennero rimosse, rinnovate e trasferite in una ricostruzione della sala nel Debus Center presso il KSC Visitor Complex.

## Houston (1965 – presente)

### Gemini e Apollo (1965-1975)
Situato nell'Edificio 30 del Johnson Space Center (noto come Manned Spacecraft Center fino al 1973), il MCC di Houston venne utilizzato per la prima volta nel giugno 1965 per Gemini 4. Ospitava due sale primarie conosciute come Mission Operation Control Room (MOCR). Queste due stanze controllavano tutti i voli del Gemini, Apollo, Skylab e Space Shuttle fino al 1998. Ognuna consisteva in un auditorium a quattro livelli, dominato da un grande schermo cartografico che, ad eccezione dei voli lunari dell'Apollo, aveva una proiezione Mercatore della Terra, con le posizioni delle stazioni di tracciamento, e una traccia sinusoidale a tre orbite del percorso del veicolo spaziale in volo. Ogni livello delle MOCR era specializzato, composto da vari controllori responsabili di uno specifico sistema del veicolo spaziale.
La MOCR 1, situata al secondo piano dell'Edificio 30, fu utilizzata per le missioni Apollo 5, Apollo 7, Skylab e Programma test Apollo-Sojuz (Saturn IB).
La MOCR 2 venne utilizzata per tutte le altre missioni Gemini e Apollo (Saturn V) (tranne Gemini 3) ed era situata al terzo piano. Come sala di controllo per Apollo 11, il primo atterraggio sulla Luna con equipaggio, la MOCR 2 venne inserita nel National Historic Landmark nel 1985. Venne utilizzata per l'ultima volta nel 1992 come sala di controllo di volo per l'STS-53 ed successivamente riconvertito quasi interamente alla sua configurazione dell'era-Apollo e conservata per scopi storici. Insieme a diverse zone di supporto, è ora elencato nel National Register of Historic Places come "Apollo Mission Control Center".
Nel gennaio 2018, la prima serie di postazioni della MOCR 2 venne rimossa e inviata alla Kansas Cosmosphere per la pulizia, la ristrutturazione e il restauro della configurazione dell'era-Apollo, per la visualizzazione finale nella sala di controllo. Il 1º luglio 2019, il controllo missione restaurato dell'era Apollo venne riaperto al pubblico, dopo due anni di lavoro per riportare la sala alla configurazione usata durante gli atterraggi sulla Luna dell'Apollo. Vennero acquisiti elementi distintivi dell'epoca, dai pacchetti di sigarette e posacenere alla carta da parati e moquette. La sala è accessibile tramite il tour presso il vicino Visitor Complex Space Center Houston, ma solo da dietro il vetro nella sala restaurata di osservazione Visitor's Gallery.
Nel luglio 2010, le registrazioni vocali e le riprese girate nel Controllo Missione durante la discesa e l'atterraggio dell'Apollo 11 vennero risincronizzati e rilasciati per la prima volta. Questo audio venne utilizzato per la creazione di una presentazione audiovisiva per l'aggiornamento del Mission Control 2019.

### Space Shuttle (1981 – 2011)

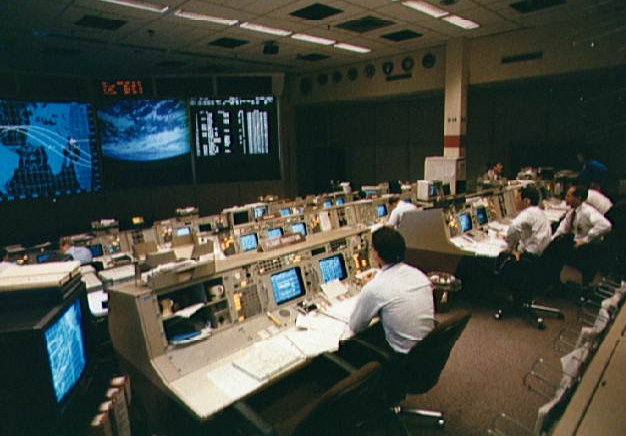
Flight Control Room 1 durante l'STS-30 nel 1989

Quando iniziò il programma Space Shuttle, le MOCR vennero rinominate Flight Control Room (FCR); e FCR 1 (precedentemente MOCR 1) divenne la prima sala di controllo Shuttle. La FCR 2 venne utilizzata principalmente per missioni Shuttle classificate del Dipartimento della Difesa degli Stati Uniti, e poi ristrutturata per la sua configurazione dell'era Apollo. Dal momento in cui uno Shuttle lasciava la torre di lancio in Florida fino a quando atterrava sulla Terra, era sotto il comando del Controllo Missione di Houston. Durante una missione Shuttle, la sua sala di controllo veniva gestita 24 ore su 24, di solito in tre turni.
Nel 1992, la JSC iniziò a costruire un'estensione dell'Edificio 30. La nuova sezione di cinque piani (30 Sud) entrò in funzione nel 1998 e ospitava due sale di controllo di volo, designate White (WFCR) e Blue (BFCR). La White FCR venne utilizzata insieme alla FCR 2 per sette missioni Shuttle, da STS-70 fino a STS-76, e gestendo poi tutti i voli Shuttle successivi fino alla fine del programma. Quando non era in uso per il programma Shuttle, la White FCR era configurata come backup per la sala della ISS di volta in volta in base alle esigenze (ad esempio durante i periodi di costruzione o gli aggiornamenti).

### International Space Station (1998 – presente)
La sezione più recente dell'Edificio 30 ospita anche la International Space Station Flight Control Room (ISS FCR). La prima sala di controllo dell'ISS, originariamente chiamata Special Vehicles Operations Room (SVO), poi Blue FCR, era operativa 24 ore su 24 fino all'autunno del 2006 per supportare la ISS.
Nella FCR 1, nel frattempo, vennero rimosse le postazioni originali e il decking a livelli dopo STS-71, e venne convertita in un "Life Sciences Center" per le operazioni di controllo del carico utile della ISS. Dopo un sostanziale rimodellamento, principalmente con nuove tecnologie non disponibili nel 1998, il controllo di volo dell'ISS passò alla FCR 1 completamente rinnovata nell'ottobre 2006, a causa della crescita dell'ISS e della cooperazione internazionale richiesta tra i Centri di controllo missione nazionali in tutto il mondo. A metà 2014 iniziò un’altra ristrutturazione della FCR 1 e la sala controllo della ISS venne spostata temporaneamente alla White FCR, precedentemente rinnovata dopo la conclusione del programma Space Shuttle. A novembre 2016 la Sala di controllo della Stazione venne portata nuovamente alla FCR 1 mentre la White FCR verrà usata come Sala di controllo missione per i voli dell'Orion e come sala di riserva per la ISS.

### Altre strutture
Le altre strutture del MCC includono la Training Flight Control Room, a volte chiamata Red FCR, un'area di addestramento per i controllori di volo; una Life Sciences Control Room utilizzata per supervisionare i vari esperimenti; la Simulation Control Area (SCA), utilizzata principalmente durante l'addestramento dall'astronauta dello Shuttle e dei controllori di volo; e un Exploration Planning Operations Center, utilizzato per testare nuovi concepts per operazioni oltre l'orbita terrestre bassa. Inoltre, sono presenti le Multi-Purpose Support Rooms (MPSR, anche chiamate Backroom) gestite dai controllori di volo di riserva, che analizzano i dati ed eseguono simulazioni, oltre a fornire informazioni e consigli per i controllori di volo in servizio.
Il 14 aprile 2011 l'Edificio 30 venne rinominato in onore di Chris Kraft.

### MCC-21
Dal 2012 al 2014, le sale utilizzate durante il programma Shuttle vennero sottoposte ad aggiornamenti in preparazione per le future attività di volo spaziale umano. Vennero rimosse e sostituite le postazioni dell'ISS FCR 1, White FCR, Blue FCR, SCA e MPSR con hardware moderno, in parte per supportare la presenza delle aziende commerciali nel Controllo Missione. Questo progetto è conosciuto come Mission Control Center per il XXI secolo, o MCC-21. La White FCR è stata ufficialmente completata e presentata nell'aprile 2014. La White FCR modernizzata viene utilizzata per l'addestramento dei controllori di volo e occasionalmente per operazioni nominali ISS quando la FCR 1 è fuori uso per riparazioni o aggiornamenti, come avvenne tra il 2014 e il 2016. In futuro la WFCR verrà usata per le missioni con il veicolo spaziale Orion.

## Postazioni

### Mercury Control Center (1960 – 1963)
Durante i primi anni a Cape Canaveral, il primo MCC era composto solo da tre file di postazioni, in quanto la capsula Mercury era semplice nella progettazione e costruzione, con missioni che duravano non più di 35 ore.

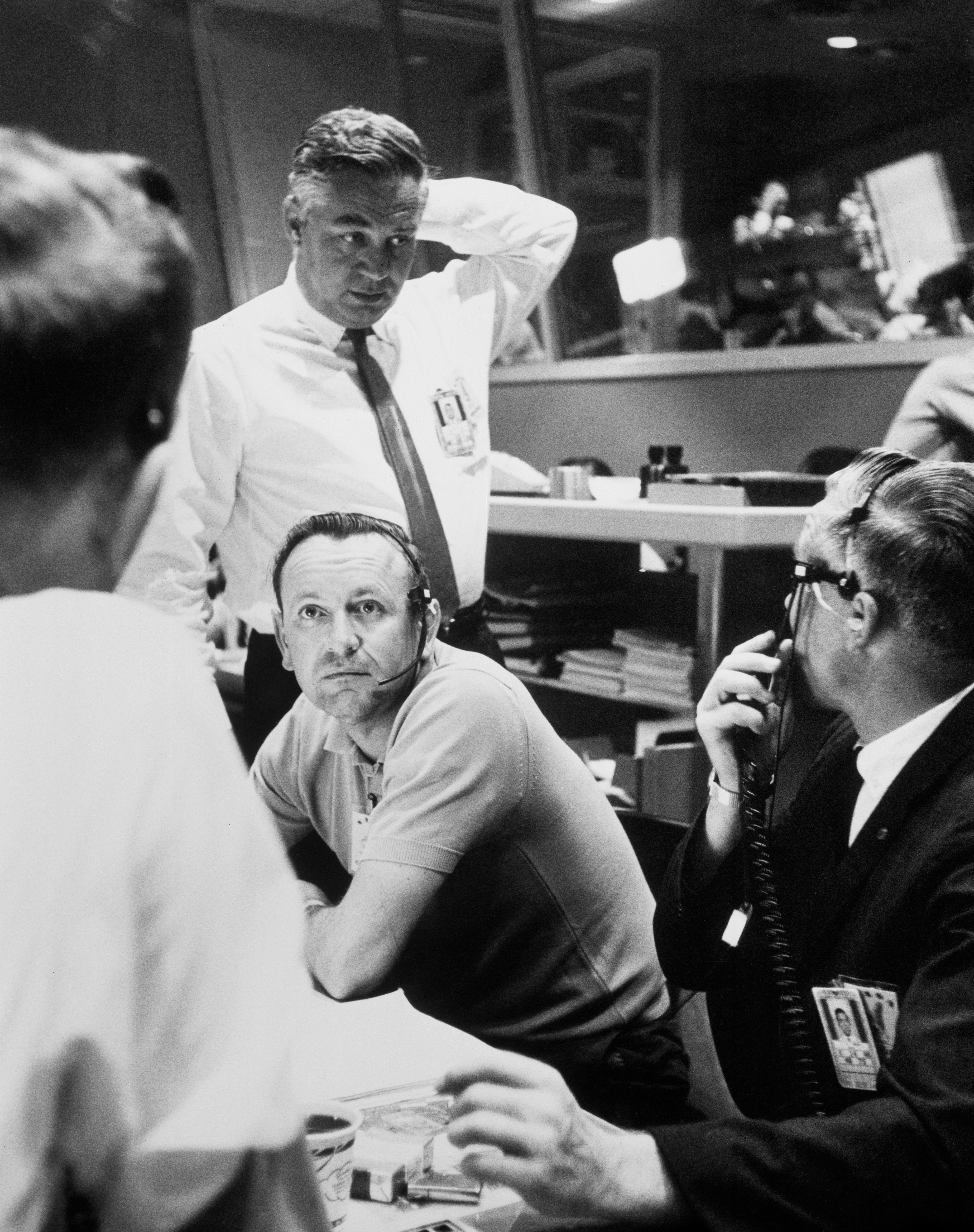
Walt Williams (in piedi) e Chris Kraft nel Centro di controllo Mercury durante Mercury-Atlas 9 nel 1963

Primo livello – BOOSTER (Booster Systems Engineer), SURGEON (Flight Surgeon), CAPCOM (Capsule Communicator), RETRO (Retrofire Officer), FIDO (Flight Dynamics Officer) e GUIDO (Guidance Officer).
Il controllore BOOSTER, a seconda del tipo di razzo utilizzato, era un ingegnere del Marshall Space Flight Center (per i voli Mercury-Redstone) o un ingegnere dell'Aviazione (per Mercury-Atlas e i successivi voli Gemini-Titan) assegnato per quella missione. Il lavoro di BOOSTER durava non più di sei ore in totale e liberava la sua postazione dopo il distacco del booster. Il controllore SURGEON era un medico di volo (militare o civile) che monitorava i segni vitali dell'astronauta durante il volo e, in caso di necessità medica, poteva raccomandare un trattamento.  Poteva anche parlare direttamente con l'equipaggio in volo nel caso fosse presente una necessità medica di cui gli astronauti volevano discutere. Il controllore CAPCOM, all'epoca sempre un astronauta, era l'unica persona (ad eccezione del SURGEON o del FLIGHT in caso di emergenza) che manteneva le comunicazioni air-to-ground tra l'MCC e la navicella spaziale. I controllori RETRO, FIDO e GUIDO monitoravano la traiettoria del veicolo spaziale e gestivano i cambiamenti di rotta.
Secondo livello – ENVIRONMENTAL, PROCEDURES, FLIGHT, SYSTEMS e NETWORK.
Il controllore ENVIRONMENTAL, in seguito chiamato EECOM,  supervisionava il consumo di ossigeno dei veicoli spaziali e monitorava la pressurizzazione, mentre il controllore SYSTEMS, in seguito chiamato EGIL, monitorava tutti gli altri sistemi spaziali, compreso il consumo elettrico. Il controllore PROCEDURES gestiva i "GO/NO-GO" e sincronizzava il MCC con il conto alla rovescia del lancio e il Eastern Test Range. Inoltre si occupava delle comunicazioni, tramite teletype, tra il MCC e la rete mondiale di stazioni e navi di tracciamento. Il Direttore di volo, noto come FLIGHT, era il supervisore del Centro di Controllo Missione, ed era lui a dare l'autorizzazione per ogni azione svolta nel MCC, compresa l'interruzione di missione, in caso di emergenza. Durante le missioni di Mercury, questa posizione era occupata da Christopher C. Kraft Jr. insieme a John Hodge, il secondo direttore di volo durante le 22 orbite della missione Mercury 9. La postazione del Direttore di volo a Cape Canaveral era anche l'unica ad avere un monitor televisivo, permettendogli di vedere il razzo sollevarsi dalla rampa di lancio. Il controllore NETWORK, un ufficiale dell'Aviazione, fungeva da intermediario tra l'MCC, il Goddard Space Flight Center nel Greenbelt (poiché all'epoca l'informatica in loco in tempo reale non esisteva), e la rete di stazioni e navi di tracciamento in tutto il mondo.
Terzo livello – direzione della NASA, direzione del Dipartimento della Difesa (DOD), PAO.
La direzione NASA nella Sala di controllo era costituita dal Direttore operativo (detenuto da Walt Williams) mentre un generale o un ufficiale di bandiera fungeva da direzione del DOD, coordinandosi con il DOD per le missioni di ricerca e soccorso. Il Controllore PAO (Public Affairs Officer) era il commentatore che forniva commenti sulla missione minuto per minuto per i media e il pubblico.
Oltre ai controllori del MCC di Cape Canaveral, ciascuna delle stazioni di tracciamento con equipaggio e le navi di tracciamento Rose Knot Victor e Coastal Sentry Quebec, avevano tre controllori a bordo: un CAPCOM, un SURGEON e un ingegnere. A differenza del CAPCOM di Cape Canaveral, che è sempre stato un astronauta, i CAPCOM della stazione/nave di tracciamento erano o un ingegnere della NASA o un astronauta, con quest'ultimo situato in stazioni ritenute "critiche" dal Direttore di volo e dal Direttore operativo.

### MOCR (1965 – 1998)

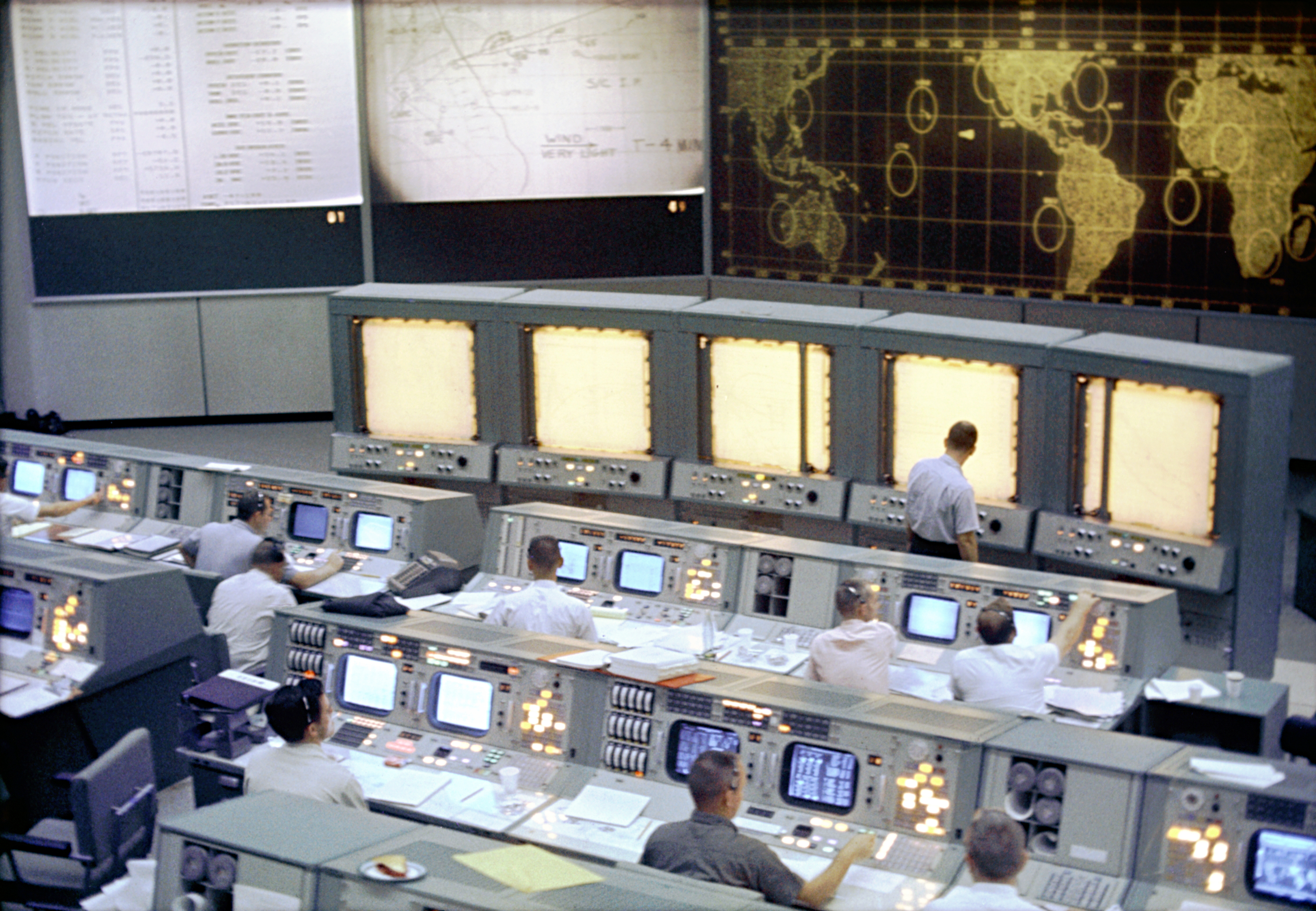
MOCR 2 durante Gemini 5 nel 1965

Dopo il passaggio dal MCC di Cape Canaveral a quello di Houston nel 1965, le nuove MOCR, più grandi e più sofisticate, consistevano in quattro livelli di postazioni, con il primo livello, più tardi conosciuto come "the Trench" (un termine coniato dal controllore RETRO dell'era Apollo John Llewellyn visto che gli ricordava il poligono di tiro durante i suoi anni come ufficiale USAF).
Primo livello – BOOSTER, RETRO, FIDO e GUIDO.
Durante Gemini, la postazione BOOSTER era gestita sia da un ingegnere di Martin Marietta che da un astronauta, mentre per tutte le altre missioni dall'Apollo 7 in poi venne occupata dagli ingegneri del Marshall Space Flight Center. Le altre postazioni erano rimaste invariate.
Secondo livello –  SURGEON, EECOM, CAPCOM, posizione specifica.

L'EECOM (Electrical, Environmental, and COnsumables Manager), che ha sostituito ENVIRONMENTAL con alcune delle funzioni del SYSTEMS, monitorava i sistemi elettrici e ambientali del veicolo spaziale. Come i CAPCOM durante Mercury, tutti i CAPCOM del MCC di Houston erano astronauti. 

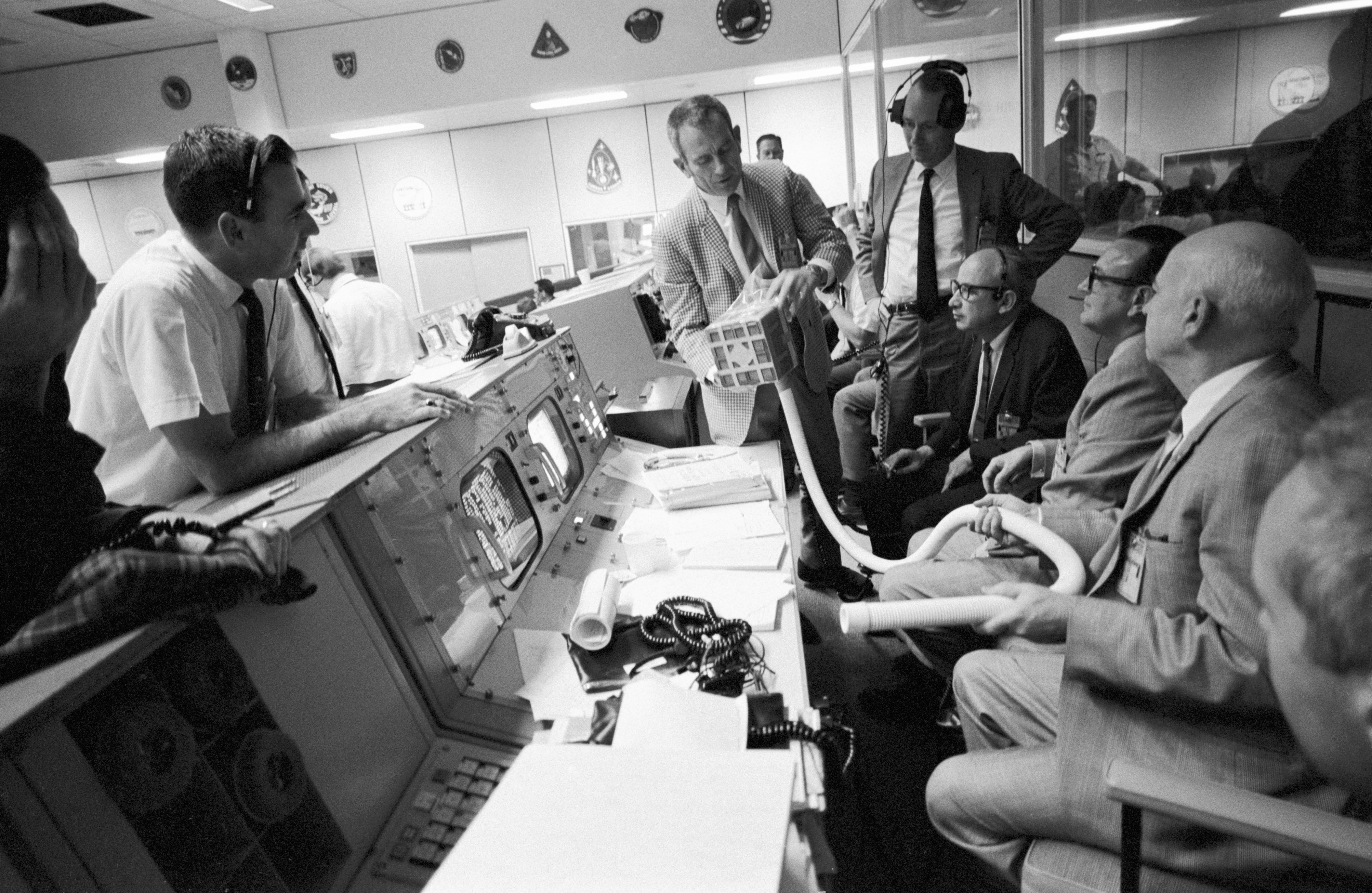
MOCR 2 durante l'incidente di Apollo 13

Dall'altro lato della seconda fila c'erano i controllori che monitoravano le parti specifiche delle missioni Gemini, Apollo, Skylab, ASTP e Space Shuttle. Durante il programma Gemini, i due controllori Agena monitoravano lo stadio superiore dell'Agena usato come bersaglio di attracco da Gemini 8 fino a Gemini 12; per i voli lunari Apollo, i controllori TELMU (Telemetry, Electrical, EVA Mobility Unit Officer) e CONTROL monitoravano il Modulo Lunare; durante Skylab, il controllore EGIL (Electrical Generation and Integrated Lighting Systems Engineer) monitorava i pannelli solari dello Skylab, mentre il controllore EXPERIMENTS monitorava gli esperimenti e i telescopi nel Apollo Telescope Mount;  I controllori PAYLOAD e EXPERIMENTS monitoravano le operazioni dello Space Shuttle. Un altro controllore, INCO (Instrumentation and Communications Officer), monitorava le comunicazioni e la strumentazione del veicolo spaziale.
Terzo livello – PAO, PROCEDURES, FAO,  e dal FLIGHT.
Il FAO (Flight Activities Officer) si occupava di coordinare il programma di volo mentre l’AFD (Assistant Flight Director) era l’assistente del Direttore di volo.
Quarto livello – Direzione NASA (direzione JSC, direzione Operazioni di volo, Capo Astronauta) e direzione DOD.

### Blue FCR (1998 – 2006)
La Blue FCR, utilizzata principalmente per le operazioni della ISS dal 1998 al 2006, era organizzata in cinque file ognuna con tre postazioni, più una nell'angolo posteriore destro. Da sinistra a destra, guardando dalla parte posteriore della sala.
Prima fila – ADCO (Attitude Determination and Control Officer), THOR (Thermal Operations and Resources Office) e PHALCON (Power, Heating, Articulation, Lighting Control Officer).
Seconda fila – OSO (Operations Support Officer), ECLSS (Environmental Control and Life Support System) e ROBO (Robotics Operations Systems Officer).
Terza fila – ODIN (Onboard Data Interfaces and Networks), a seconda della fase di volo; ACO (Assembly and Checkout Officer) (quando lo Shuttle era attraccato); CIO (Cargo Integration Officer) (durante il volo libero) e OpsPlan (Operations Planner).
Quarto fila – CATO (Communication and Tracking Officer), FLIGHT e CAPCOM.
Quinta fila – GC (Ground Controller), a seconda della fase di volo; RIO (Russian Interface Officer), EVA (Extravehicular Activity Officer), VVO (Visiting Vehicles Officer), FDO (Flight Dynamics Officer) (durante i reboost) e SURGEON.
Nell'angolo posteriore, a destra, dietro il SURGEON, era occasionalmente presente il PAO.

### White FCR (1998 – 2011)

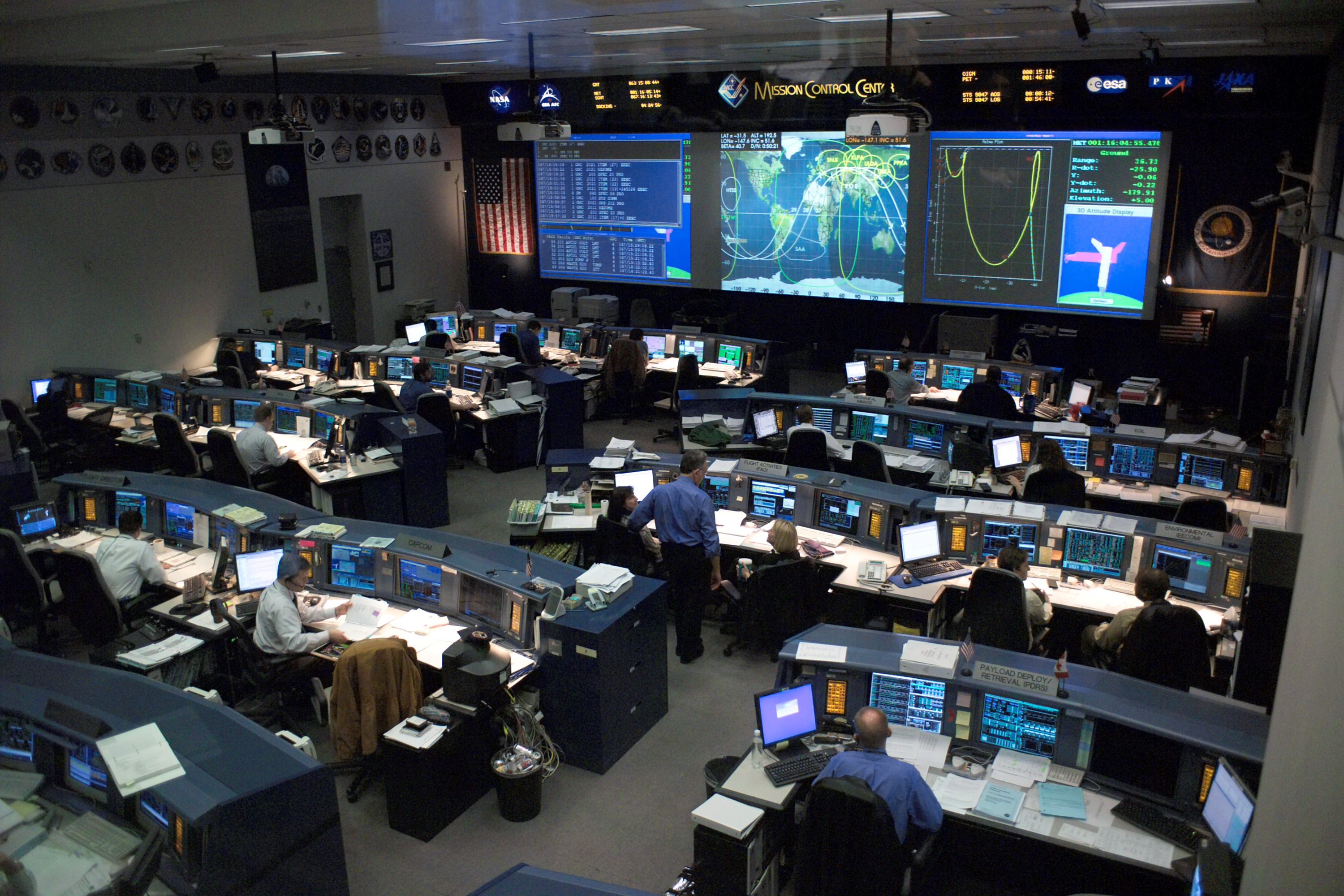
La White FCR nel 2005

La White FCR, che veniva utilizzata per le operazioni dello Space Shuttle, era organizzata in cinque file. Da sinistra a destra, visto dalla parte posteriore della stanza:
La prima fila – FDO (Flight Dynamics Officer), responsabile della guida orbitale e dei cambiamenti orbitali, a seconda della fase di volo; Guidance (Ascent/Entry Guidance and Procedures Office), specialista nelle procedure di ascesa/discesa del volo ad alta energia o RENDEZVOUS (Rendezvous Guidance and Procedures Officer), specialista nelle procedure di incontro orbitale; e GC, il controllore responsabile dei computer e dei sistemi del MCC stesso.
La seconda fila – PROP (Propulsion Officer), responsabile del sistema di propulsione; GNC (Guidance Navigation and Control Officer), responsabile dei sistemi che determinano l'altitudine del veicolo spaziale e inviano comandi per controllarlo; MMACS (Maintenance, Mechanical, Arm, and Crew Systems), responsabile dei sistemi meccanici sulla navicella spaziale, come le porte della stiva di carico e del carrello di atterraggio; EGIL (Electrical Generation and Integrated Lighting Systems Engineer), responsabile delle celle a combustibile, della distribuzione elettrica e delle forniture di O2 e H2.
La terza fila – DPS (Data Processing Systems Engineer), responsabile dei sistemi informatici; ACO (Assembly and Checkout Officer) o Payloads, responsabile di tutte le attività relative al carico utile (a seconda che il volo Shuttle supportasse o meno un volo di assemblaggio della ISS; FAO, responsabile dei piani generali delle attività per l'intero volo; e EECOM, responsabile della gestione dei sistemi ambientali.
La quarta fila – INCO, responsabile dei sistemi di comunicazione per il caricamento di tutti i comandi di sistema sul veicolo; FLIGHT, la persona responsabile del volo; CAPCOM, l'astronauta che parlava con l'equipaggio in orbita; e PDRS (Payload Deployment and Retrieval System), responsabile delle operazioni del braccio robotico.
Quinta fila – PAO, la "voce" dell'MCC; MOD (Mission Operations Directorate), un rappresentante della direzione, a seconda della fase di volo; RIO per i voli Mir, un controllore russo che parlava con il MCC russo, noto come Цуп (Tsup); BOOSTER, responsabile del Space Shuttle Solid Rocket Booster e del Space Shuttle main engine durante la salita; EVA, responsabile dei sistemi di tuta spaziale e delle attività EVA; e infine, SURGEON.

### FCR 1 (2006 – presente)

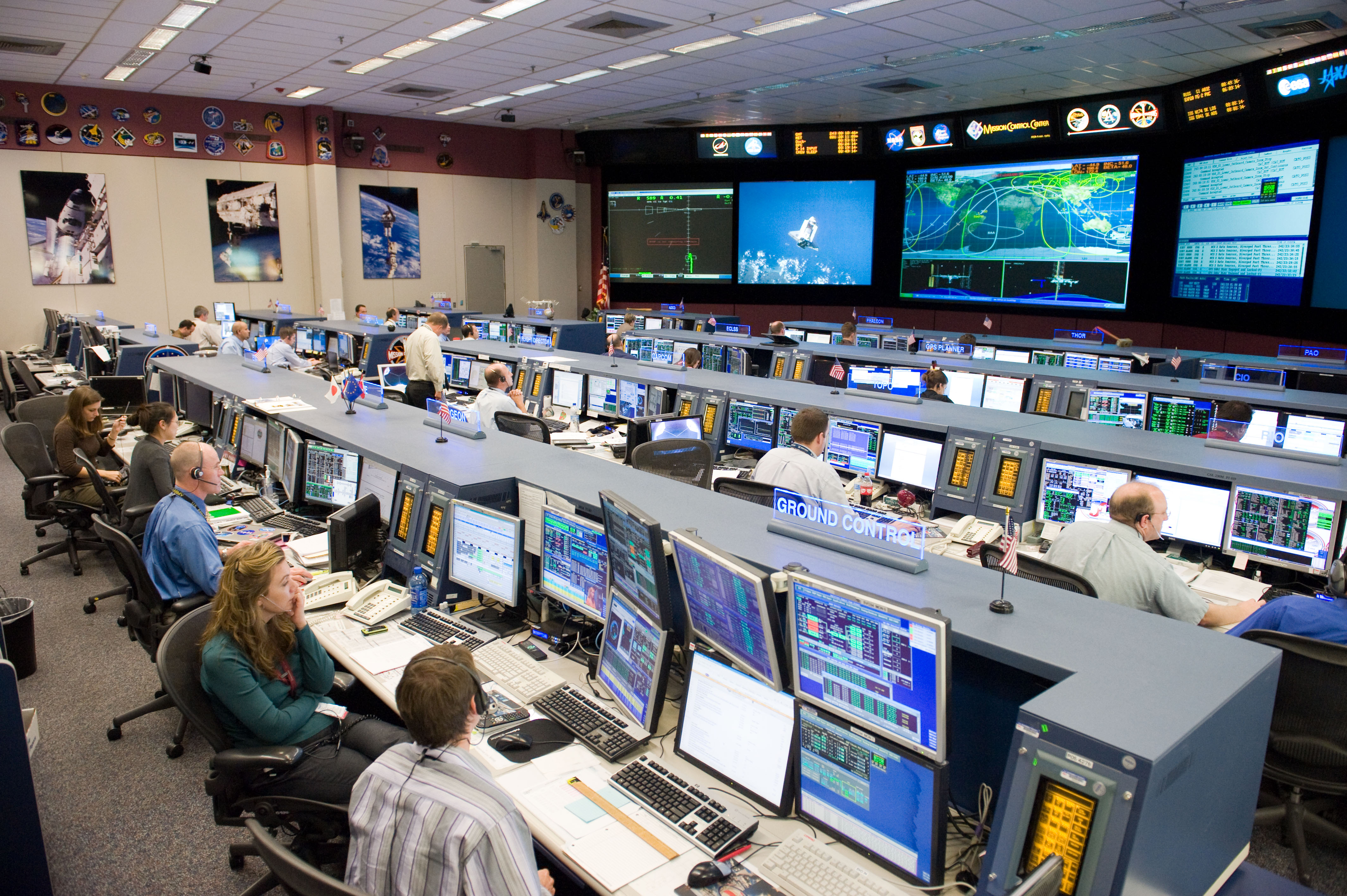
La FCR 1 della ISS nel 2009

Tutte le operazioni della Stazione Spaziale Internazionale del Segmento americano sono attualmente controllate dalla FCR 1, ristrutturata nel 2016. Dalla ristrutturazione del 2006 venne abbandonato il tradizionale layout ad auditorium, per passare ad un livello singolo. Alcuni specialisti di ingegneria sono posizionati al centro della prima fila, con il PAO all'estremità destra dietro una bassa partizione.
Durante il primo periodo della ISS è stato utilizzato uno schema noto come Gemelli, che ha ridotto i controllori della ISS in tempo reale da sei postazioni a due. Da queste due "super-console", chiamate ATLAS e TITAN, due persone potevano svolgere il lavoro di ulteriori otto controllori di volo durante i periodi di bassa attività.
La postazione TITAN (Telemetria, Trasferimento informazioni e Attitude Navigation) era responsabile di CATO, ODIN e ADCO. L'altra postazione, ATLAS (Atmosphere, Thermal, Lighting and Articulation Specialist), era responsabile di THOR, ECLSS e PHALCON.  ATLAS è stato anche responsabile del monitoraggio dei riscaldatori ROB e OSO, in quanto tali postazioni non erano supportate durante la maggior parte dei turni Gemini.
Mentre il nome Gemini riguardava ufficialmente il fatto che due controllori agivano come "gemelli" durante le operazioni, il nome era anche un omaggio alle prime missioni (Progetto Gemini) controllate in quella stanza. Inoltre, il Titan era il razzo che aveva dato inizio all'era Gemini e i booster Atlas hanno lanciato i veicoli bersaglio Agena dell'era Gemini (e diverse missioni nel Progetto Mercury).
Nel 2010, al termine dell'assemblaggio della ISS, il concetto di Gemini è stato rimosso e le sei postazioni fondamentali sono state ridotte a quattro. Queste postazioni sono ETHOS (Environmental and Thermal Operating Systems) che è costituito dal sistema ECLSS e dal sistema di controllo termico interno precedentemente detenuto da THOR; SPARTAN (Station Power, ARticulation, Thermal, and Analysis) che si occupa dell'alimentazione elettrica e dei sistemi di controllo termico esterni; CRONUS (Communications RF Onboard Networks Utilization Specialist), una combinazione delle precedenti posizioni ODIN e CATO; ADCO (Motion Control Systems).